# Фалёса, Юрий Дмитриевич
Юрий Дмитриевич Фалёса (род. 12 апреля 1961, Качканар, Свердловская область) — украинский продюсер, продюсировал или продюсирует Ани Лорак, Мику Ньютон, Машу Гойя, группу «Mushmellow», группу «Бряц-Band», группа «Ли.Дер». Сотрудничает с Velvet Music.

## Биография
Юрий Фалёса родился 12 апреля 1961 года в Качканаре.
Отец работал водителем, а мать — бухгалтером на заводе.
В 1962 году семья переехала в Жданов Донецкой области, в 1968 — в Магадан.
Окончил музыкальную школу и музыкальное училище.
В 1978 году поступил в Киевский институт гражданской авиации, который окончил в 1983 году.
Пел и играл на гитаре в рок-группе «Крок», а затем рок-группе «Альциона», поскольку учёба в институте не позволяла часто гастролировать, ушёл с большой сцены, но продолжал петь в ресторанах Киева, зарабатывал 500 рублей в месяц во время учёбы в институте.
Работал главным инженером в аэропорту Магадана, а потом в 1986 году работал начальником отдела спецтранспорта Магаданского управления гражданской авиации. Окончил Хабаровский филиал Московской юридической академии.
В 1987 году открывал первые кооперативы в Магадане.
А затем в 1990-е в Черновцах.
Окончил заочно Московский институт иностранных языков имени М. Тореза, Университет марксизма-ленинизма.
В 1992 году переехал жить и работать в Черновцы, вместе с друзьями открыл продюсерский центр «Титан» и познакомился с начинающей певицей Каролиной, получившей известность как Ани Лорак.

### Продюсерский центр Юрия Фалёсы
Продюсерский центр Falyosa Family Factory занимается менеджментом украинских и российских артистов. Именно благодаря этой компании появились такие бренды как Ани Лорак и Мика Ньютон.
Сейчас[когда?] «FFF» активно продвигает на рынке Украины и Европы таких артистов: Маша Гойя(MaSha GoYa), Михаил Брунский, Tony Tonight, Champagne morning, Алексей Малахов, группа «Бряц-band». Также компания представляет интересы российских артистов компании Velvet Music на Украине: Чи-Ли, Ёлка, Анита Цой, Винтаж, Полина Гагарина, Uma2rmaH, Сергей Кристовский, Plastиka, Ключи, Инь-Ян, Вера Брежнева, Валерий Меладзе и другие.
По своей инициативе расстался с тремя проектами: Ани Лорак, Мика Ньютон, группа «Bionik»

### Проекты Юрия Фалёсы
- Маша Гойя[укр.]— mashagoya.com—Видеоканал Маши Гойя на YouTube Страница Маша Гойя в социальной сети «ВКонтакте»
- Ани Лорак
- группа «Bionik» инфо
- Мика Ньютон
- Яна Романова инфо Видеоканал Яны Романовой на YouTube[5]
- группа: «Бряц-Band» — bryats-band.com
- Маша Собко[укр.]
- Михаил Брунский — brunsky.com.ua—Видеоканал Михаила Брунского на YouTube Страница Михаил Брунский в социальной сети «ВКонтакте»
- Magic (Маша Кондратенко)
- KaVa (Елизавета Гарькавая)
- Valentin (Валентин Пшеничный)
- Торговая марка «iMusicUA»- (интернет портал iMusicUA)